# Monaeses aciculus
Monaeses aciculus es una especie de araña cangrejo del género Monaeses, familia Thomisidae. Fue descrita científicamente por Simon en 1903.

## Distribución
Esta especie se encuentra desde Nepal a Japón y Filipinas.